# Ferrari Sigma
Pour les articles homonymes, voir Ferrari et Sigma (homonymie).
La Ferrari Sigma ou Ferrari Sigma Grand Prix F1 est un concept car sur base de monoplace de Formule 1 du constructeur automobile italien Ferrari, et du designer Pininfarina, présentée au salon international de l'automobile de Genève 1969.

## Histoire
Ce concept car est conçu par Paolo Martin (en), chef-designer Pininfarina, issu de Bertone, sur la base d'une Ferrari 312 de Formule 1 de 1966, à titre d'étude d'amélioration des normes de sécurité automobile des Grands Prix de Formule 1, en association avec la Scuderia Ferrari d'Enzo Ferrari, Fiat et Mercedes-Benz,,,,. 
Baptisée de la lettre de l'alphabet grec Sigma Σ, elle reprend le moteur V12 de 3 litres de 436 ch de Ferrari 312. 
Ses innovations en matière de sécurité automobile prévoient entre autres une cellule de survie du conducteur, des réservoirs de carburant multicouches, un système d'extincteur, un système de ceinture de sécurité renforcée 6 points.
Paolo Martin (en) présente également l'année suivante sa Ferrari Modulo, concept car variante GT de science-fiction de ce modèle, à moteur V12 de 5 litres de 557 ch.
Ce modèle qui n'a jamais participé à aucune compétition est exposé au musée Pininfarina de Cambiano, près de Turin,.